# Plebanowo
Plebanowo [plɛbaˈnɔvɔ] est un village polonais de la gmina de Krynki dans le powiat de Sokółka et dans la voïvodie de Podlachie. Il se situe à environ 4 kilomètres au sud de Krynki, à 27 kilomètres au sud-est de Sokółka et à 44 kilomètres à l'est de Białystok. 